# Intel X99
Intel X99, nombre clave “wellsburg”, es un Platform Controller Hub, "PCH" (centro controlador de plataforma) diseñado y fabricado por Intel, dirigido al segmento de la gama alta de computadoras de escritorio (entusiastas) de Intel.: 10   El chipset (traducido como circuito integrado auxiliar) soporta procesadores tanto Intel Core i7 Extreme como Intel Xeons de las líneas E5-16xx v3 y E5-26xx v3. Estos pertenecen a las microarquitecturas de Haswell-E y Haswell-EP respectivamente. Todos los procesadores soportados utilizan el enchufe LGA 2011-v3.
El Chipset X99 fue lanzado a finales de agosto de 2014, mientras que los procesadores relevantes fueron lanzados a finales de agosto de 2014 (Haswell-E) y a principios de septiembre de 2014 (Haswell-EP).

## Características

Diagrama de alto nivel de la plataforma de escritorio de gama alta (entusiasta) de Intel X99

X99 utiliza la Direct Media Interface, "DMI" (Interfaz Directa de Medios) 2.0 enlace x4 para la comunicación entre el procesador y sí mismo. De esta manera, se obtiene un ancho de banda total de 20 Gbit/s para todas las opciones de conectividad relacionadas con el chipset. Hasta 8 canales de PCI Express 2.0 están disponibles por parte del chipset X99, con velocidades de transferencia de hasta 5Gbit/s por canal y la opción de ser configurados con enlaces x1, x2 y 8x. Adicionalmente, el chipset X99 es capaz de configurar la distribución de canales PCI Express 3.0 que provee el procesador. Estos pueden ser bifurcados hasta en dos enlaces x16 más uno x8, o en cinco enlaces x8 (La cantidad total de canales PCI Express 3.0 depende del procesador).: 4–10, 70, 71 
El chipset X99 cuenta con dos controladores ATA Serial (SATA) 3.0, proporcionando un total de diez puertos para dispositivos de almacenamiento con velocidades de hasta 6Gbit/s por puerto, con soporte de hardware para la  Advanced Host Controller Interface, "AHCI" (Interfaz Avanzada de Controlador Anfitrión). Cada puerto SATA puede ser habilitado o deshabilitado conforme sea requerido. Seis puertos SATA, proporcionados por el primer controlador, pueden ser configurados para utilizar Rapid Storage Technology, "RST" (Tecnología de Almacenamiento Veloz) 13.1, la cual soporta niveles RAID 0, 1, 5 y 10. También es posible utilizar Smart Response Technology, "SRT" (Tecnología de Respuesta Inteligente) para añadir caché a los discos, creando así volúmenes híbridos.: 4–10 
X99 soporta también SATA Express y M.2, habilitando la posibilidad de interactuar con dispositivos de almacenamiento basados en PCI Express. Cada uno de los puertos SATA Express requiere de dos canales PCI Express proporcionados por el chipset. Por otro lado, la ranura M.2 puede usar tanto dos canales PCI Express del chipset, así como hasta cuatro canales PCI Express 3.0 directamente del procesador. Por lo tanto, X99 proporciona anchos de banda de hasta 3.94 GB/s para dispositivos de almacenamiento PCI Express.
Una Extensible Host Controller Interface, "xHCI" (Interfaz de Anfitrión Controlador Extensible) y dos Advanced Host Controller Interface, "AHCI" (Interfaces de Anfitrión Controlador Mejorada) están directamente integradas en el chipset X99, proporcionando un total de hasta 14 puertos USB. De éstos, hasta 6 pueden ser configurados como puertos USB 3.0 con velocidades máximas de 5 Gbit/s por puerto, mientras que el resto son puertos USB 2.0 con velocidades de hasta 480Mbit/s por puerto. Cada puerto también tiene la posibilidad de ser habilitado o deshabilitado conforme sea necesario. Hasta 4 codecs de audio en hardware y señales multicanal son manejadas por el controlador integrado de Audio en Alta Definición de Intel (HD Audio).: 7, 9   Adicionalmente, el chipset cuenta con un controlador Intel Gigabit Ethernet integrado, capaz de manejar, entre otras características, Receive-Side Scaling, "RSS" (Escalamiento del Lado Receptor) y cuenta con dos colas receptoras en hardware.: 7, 76–83 
Algunas de las opciones de conectividad e interfaces provistas por el chipset X99 pueden ser configuradas por medio del I/O Flexible, el cual permite que ciertas capacidades de hardware sean distribuidas selectivamente entre las interfaces PCI Express, USB 3.0 y SATA. De esta manera, la conectividad de X99 puede ser ajustada para cumplir con las necesidades de una implementación de una motherboard (placa base) en particular. Por ejemplo: algunos de los puertos SATA o USB 3.0 pueden ser intercambiados por canales adicionales de PCI Express 2.0.: 7, 15, 16, 69 
El chipset X99 soporta Virtualization Technology for Directed I/O, Intel VT-d (Tecnología de Virtualización para I/O Dirigido), la cual provee soporte a nivel de hardware para virtualización al implementar una input/output memory management unit, "IOMMU" (Unidad de Manejo de Memoria para Entrada/Salida). También integra una interfaz Low Pin Count, "LPC" (Baja Cuenta de Pines), que soporta controladores de interrupciones, contadores, manejo de energía, super I/O, un Real Time Clock, "RTC" (Reloj de Tiempo Real), etc. La Serial Peripheral Interface, "SPI" (Interfaz Serial de Periféricos) permite interactuar con dispositivos como Trusted Platform Modules, "MTPs" (Módulos de Plataformas Confiables) y dispositivos seriales flash. El System Management Bus "SMBus" (Bus de Manejo de Sistema) es otra opción disponible, con soporte adicional para dispositivos I2C.: 4–10 
La aceleración del reloj del procesador "overclocking", está habilitado para las variantes desbloqueadas de los procesadores soportados. Como una característica nueva sobresaliente, la plataforma entusiasta X99 fue la primera en soportar memoria DDR4. Gracias a las características de los Integrated Memory Controllers, "IMCs" (Controladores Integrados de Memoria), X99 soporta configuraciones de memoria en doble y cuádruple canal con la opción de memoria ECC registrada.